# Liste der Monuments historiques in Bazoches-lès-Bray
Die Liste der Monuments historiques in Bazoches-lès-Bray führt die Monuments historiques in der französischen Gemeinde Bazoches-lès-Bray auf.

## Liste der Objekte
Zum Verständnis siehe: Kirchenausstattung
| Bezeichnung                                                               | Beschreibung                                                                                  | Standort                               | Kennzeichnung | Schutzstatus | Datum | Bild |
| ------------------------------------------------------------------------- | --------------------------------------------------------------------------------------------- | -------------------------------------- | ------------- | ------------ | ----- | ---- |
| Zwei Gemälde Enthauptung der heiligen Barbara und Heiliger Thomas Beckett | Ölfarbe auf Holz, um 1650                                                                     | in der Kirche St-Pierre-St-Paul (Lage) | PM77002577    | Inscrit      | 1977  |      |
| Tabernakel                                                                | Holz, farbig gefasst und vergoldet, 18. Jahrhundert                                           | in der Kirche St-Pierre-St-Paul (Lage) | PM77003779    | Inscrit      | 1980  |      |
| Retabel der Marienkapelle                                                 | mit sieben Gemälden (Marienlebenzyklus); Holz, 17. Jahrhundert                                | in der Kirche St-Pierre-St-Paul (Lage) | PM77000089    | Classé       | 1959  |      |
| Skulptur Heiliger Sebastian                                               | Holz, farbig gefasst, 16. Jahrhundert                                                         | in der Kirche St-Pierre-St-Paul (Lage) | PM77002579    | Inscrit      | 1977  |      |
| Chorbäne und Chorschranke                                                 | Holz und Schmiedeeisen, um 1800                                                               | in der Kirche St-Pierre-St-Paul (Lage) | PM77003499    | Inscrit      | 1980  |      |
| Skulptur Heilige                                                          | Holz, farbig gefasst, 18. Jahrhundert                                                         | in der Kirche St-Pierre-St-Paul (Lage) | PM77003498    | Inscrit      | 1980  |      |
| Zwei Skulpturen Petrus und Paulus                                         | Holz, farbig gefasst, 17. Jahrhundert                                                         | in der Kirche St-Pierre-St-Paul (Lage) | PM77004532    | Inscrit      | 1986  |      |
| Altaraufbauten                                                            | Baldachin und weitere Zierelemente; Holz, farbig gefasst, Ende des 18. Jahrhunderts           | in der Kirche St-Pierre-St-Paul (Lage) | PM77002578    | Inscrit      | 1977  |      |
| Triumphkreuz                                                              | drei Skulpturen: Christus am Kreuz, Maria und Johannes; Holz, farbig gefasst, 17. Jahrhundert | in der Kirche St-Pierre-St-Paul (Lage) | PM77002676    | Inscrit      | 1977  |      |
| Skulpturengruppe Heiliger Rochus                                          | Holz, farbig gefasst, 16. Jahrhundert                                                         | in der Kirche St-Pierre-St-Paul (Lage) | PM77000090    | Classé       | 1977  |      |
| Skulptur Madonna mit dem Vogel                                            | Stein, 14. Jahrhundert                                                                        | in der Kirche St-Pierre-St-Paul (Lage) | PM77002022    | Classé       | 1959  |      |